# Kepler-296
Kepler-296 ist ein Doppelsternsystem im Sternbild Leier, das rund 737 Lichtjahre von der Sonne entfernt ist. Beide Sterne sind mit jeweils etwa 0,626 bzw. 0,453 Sonnenmassen und etwa 0,595 bzw. 0,429  Sonnenradien deutlich kleiner und nicht zuletzt auch lichtschwächer als die Sonne. Durch das 2009 gestartete Weltraumteleskop Kepler wurde Kepler-296 mittels der Transitmethode auf das Vorhandensein von umkreisenden Exoplaneten hin untersucht. Dabei wurde ein Planetensystem mit nachweislich fünf Planeten entdeckt und am 26. Februar 2014 mit mehr als 700 weiteren durch die Kepler-Mission gefundenen Planeten bekanntgegeben.
Weitere Untersuchungen durch das Hubble-Weltraumteleskop ergaben, dass es sich bei Kepler-296 um ein Doppelsternsystem handelt, wobei sich beide Sterne schätzungsweise in 80 AE Abstand voneinander befinden. Da das Kepler-Teleskop diese beiden Komponenten nicht getrennt hatte und die gemessenen Lichtabschwächungen durch die Planetentransits sich somit auf das Gesamtsystem bezogen hatten, können die Planeten demgemäß im Prinzip beliebig auf beide stellaren Komponenten verteilt sein. Eine weitergehende Analyse der Daten ergibt jedoch, dass die Planeten mit großer Wahrscheinlichkeit alle die größere Komponente des Systems, Kepler-296 A, umrunden, die ein Roter Zwerg der Spektralklasse M2V ist.

## Planetensystem
Alle fünf nachgewiesenen Planeten von Kepler-296 A umkreisen ihren Zentralstern in sehr geringerer Entfernung. Selbst der äußerste Planet, Kepler-296f, hat eine große Halbachse von nur 0,283 AE und damit weniger als Merkur (rund 0,387 AE) im Sonnensystem. Da Kepler-296 A ein leuchtschwacher Roter Zwerg ist, befinden sich die beiden äußeren Planeten Kepler-296e als auch Kepler-296f aber dennoch in der habitablen Zone des Sterns, wo flüssiges Wasser auf ihrer Oberfläche existieren könnte.
Das Planetary Hability Laboratory der Universität von Puerto Rico listet Kepler-296e mit einem Earth Similarity Index (ESI) von 0,85 auf dem 2. Platz hinter Kepler-438b in seinem Katalog potentiell bewohnbarer Exoplaneten (Habitable Exoplanets Catalog). Kepler-296e wird mit einem ESI von 0,60 auf dem 29. Platz geführt. Mit seiner nahezu zweifachen Größe der Erde könnte Kepler-296f entweder ein Gasplanet mit einer dichten Wasserstoff-Helium-Atmosphäre oder ein Ozeanplanet mit einem tiefen Wasserozean sein.
Nach einer Studie von 2014 handelt es sich bei der Mehrheit der Planeten mit mehr als 1,6 Erdradien wahrscheinlich nicht um Gesteinsplaneten, sondern eher um kleine Gasplaneten. Kepler-296f könnte somit, wie viele bislang als „erdähnlich“ eingestufte Exoplaneten, tatsächlich weniger eine Supererde als vielmehr ein Mini-Neptun sein.
| Planet (nach Entfernung vom Stern) | Entdeckung (Jahr) | Radius (in {\displaystyle R_{\oplus }}) | Umlaufzeit (in Tagen)     | Große Halbachse (in AE) | Bahnneigung (in {\displaystyle \mathrm {^{\circ }} }) | Exzentrizität    |
| ---------------------------------- | ----------------- | --------------------------------------- | ------------------------- | ----------------------- | ----------------------------------------------------- | ---------------- |
| Kepler-296b                        | 2014              | 0,94 ± 0,07                             | 3,621457 ± 0,000040       | 0,039                   | —                                                     | —                |
| Kepler-296c                        | 2014              | 2,15 ± 0,10                             | 5,841648 ± 0,000015       | 0,054                   | —                                                     | —                |
| Kepler-296d                        | 2014              | 2,28 ± 0,31                             | 19,850242 ± 0,000097      | 0,122                   | —                                                     | —                |
| Kepler-296e                        | 2014              | 1,48 +0,16−0,25                         | 34,14204 +0,00025−0,00029 | 0,149 +0,035−0,024      | 89,89 +0,11−0,26                                      | >0,10 +0,14−0,10 |
| Kepler-296f                        | 2014              | 1,75 +0,12−0,19                         | 63,33600 ± 0,00050        | 0,283 +0,046−0,041      | 89,95 +0,11−0,26                                      | >0,12 +0,10−0,09 |